# Leonor de Châtellerault
Leonor de Châtellerault, duquesa consorte de Aquitania, (Châtellerault (Vienne) c. 1103-Talmont en marzo de 1130) fue una noble conocida por su matrimonio con Guillermo X de Poitiers, y sobre todo por ser la madre de Leonor de Aquitania, la mujer más poderosa de Occidente durante el siglo XII.

## Biografía
Leonor de Châtellerault nació hacia 1103 en Châtellerault (Vienne), hija del vizconde de Châtellerault, Amalarico I de Châtellerault, y de su esposa, Dangerosa de L'Isle Bouchard (amante de Guillermo IX, duque de Aquitania).
Contrajo matrimonio con Guillermo X de Poitiers (1099-1137) y tuvo tres hijos:
1. Leonor de Aquitania (1122-1204), futura reina consorte de Francia y de Inglaterra por sus matrimonios con Luis VII de Francia y Enrique II de Inglaterra.
2. Petronila de Aquitania (1125-1153), quien contrajo un disputado matrimonio con Raúl I, conde de Vermandois.
3. Aigret, quien falleció prematuramente a los cuatro años.

- Datos: Q507801